# Plectrocnemia rizeiensis
Plectrocnemia rizeiensis là một loài Trichoptera trong họ Polycentropodidae. Chúng phân bố ở miền Cổ bắc.